# طريقة تدريس
طريقة التدريس (بالإنجليزية: Teaching method) هي مجموعة من المبادئ والأساليب التي يستخدمها المعلمون لتمكين الطلاب من التعلم. تحدد هذه الاستراتيجيات جزئيًا من خلال الموضوع الذي سيتم تدريسه، وجزئيًا من خلال الخبرة النسبية للمتعلمين، وجزئيًا من خلال القيود التي تسببها بيئة التعلم. لكي تكون طريقة تدريس معينة مناسبة وفعالة، يجب أن تأخذ في الاعتبار المتعلم، وطبيعة الموضوع، ونوع التعلم الذي من المفترض أن يحققه.
يمكن تصنيف أساليب التدريس على نطاق واسع إلى متمركزة حول المعلم ومتمركزة حول الطالب، على الرغم من أنه في الممارسة العملية، غالبًا ما يقوم المعلمون بتكييف التدريس من خلال التنقل ذهابًا وإيابًا بين هذه المنهجيات اعتمادًا على المعرفة السابقة للمتعلم، وخبرة المتعلم، وأهداف التعلم المرغوبة. في النهج الذي يركز على المعلم في التعلم، يعد المعلمون هم الشخصية المرجعية الرئيسية في هذا النموذج. يُنظر إلى الطلاب على أنهم "أوعية فارغة" يتمثل دورها الأساسي في تلقي المعلومات بشكل سلبي (عبر المحاضرات والتعليم المباشر) بهدف نهائي هو الاختبار والتقييم. إن الدور الأساسي للمعلمين هو نقل المعرفة والمعلومات إلى طلابهم. في هذا النموذج، يُنظر إلى التدريس والتقييم ككيانين منفصلين. يقاس تعلم الطلاب من خلال الاختبارات والتقييمات الموضوعية. في النهج المتمركز حول الطالب للتعلم، في حين أن المعلمين هم الشخصية المرجعية في هذا النموذج، يلعب المعلمون والطلاب دورًا نشطًا بنفس القدر في عملية التعلم. ويسمى هذا النهج أيضًا بالمرجعية. الدور الأساسي للمعلم هو تدريب وتسهيل تعلم الطلاب والفهم الشامل للمواد. يقاس تعلم الطلاب من خلال أشكال التقييم الرسمية وغير الرسمية، بما في ذلك المشاريع الجماعية، وملفات الطلاب، والمشاركة في الفصل. ترتبط عمليتي التدريس والتقييم؛ يقاس تعلم الطلاب بشكل مستمر أثناء العملية التعليمية من قبل المعلم.

## طرائق التدريس

### المحاضرة
إن طريقة المحاضرة هي واحدة فقط من عدة طرائق تدريس، على الرغم من أنها تعتبر في المدارس الطريقة الأساسية عادةً. إن طريقة المحاضرة ملائمة للمؤسسات وفعالة من حيث التكلفة، خاصة مع أحجام الفصول الدراسية الأكبر. هذا هو السبب في أن المحاضرة هي المعيار لمعظم الدورات الجامعية عندما يمكن أن يكون هناك عدة مئات من الطلاب في الفصل الدراسي في وقت واحد؛ تتيح المحاضرة للأساتذة مخاطبة أكبر عدد من الأشخاص في وقت واحد، بالطريقة الأكثر عمومية، مع الاستمرار في نقل المعلومات التي يشعرون أنها الأكثر أهمية، وفقًا لخطة الدرس. في حين أن طريقة المحاضرة تمنح المدرب أو المعلم فرصًا لتعريض الطلاب لمواد غير منشورة أو غير متاحة بسهولة، فإن الطلاب يلعبون دورًا سلبيًا قد يعيق التعلم. في حين أن هذه الطريقة تسهل التواصل في الفصول الدراسية الكبيرة، يجب على المحاضر بذل جهد مستمر وواعي ليصبح على دراية بمشاكل الطلاب وإشراك الطلاب في تقديم ملاحظات لفظية. يمكن استخدامها لإثارة الاهتمام بموضوع ما بشرط أن يتمتع المدرب بمهارات الكتابة والتحدث الفعالة.

### تعليم الأقران
طور تعليم الأقران بواسطة إريك مازور، وهو أسلوب تدريس مصمم لتحسين المحاضرة. وهو يشمل سير العمل قبل الفصل الدراسي وداخل الفصل الدراسي. ويتخلل سير العمل داخل الفصل الدراسي عروض المعلم مع أسئلة مفاهيمية، تسمى اختبارات المفاهيم. وهي مصممة لكشف المفاهيم الخاطئة الشائعة لدى الطلاب في فهم المادة، وتؤدي إلى مناقشة الطلاب ثم إعادة التدريس إذا لزم الأمر.

### التفسير
على الرغم من عدم إجراء الكثير من الأبحاث حول تفسيرات الطلاب والمعلمين، إلا أنها تظل واحدة من أكثر طرائق التدريس استخدامًا في ممارسات المعلمين. يشتمل التفسير على العديد من الفئات الفرعية بما في ذلك استخدام القياسات لبناء الفهم المفاهيمي. تتضمن بعض طرق التفسير أسلوب "التفكير معًا" حيث يربط المعلمون أفكار الطلاب بالنماذج العلمية. هناك أيضًا المزيد من الأساليب السردية باستخدام الأمثلة، وتفسيرات المتعلمين التي تتطلب من الطلاب تقديم شرح للمفهوم المراد تعلمه مما يسمح للمعلم بتقديم ملاحظات دقيقة حول جودة التفسير.

## فعالية طرائق التدريس
لقد عثر على تأثيرات صغيرة أو حتى بعدم وجود تأثيرات ذات دلالة إحصائية عند تقييم العديد من طرائق التدريس بدقة باستخدام التجارب العشوائية الخاضعة للرقابة. تظهر العديد من طرائق التدريس التي تستهدف المهارات المعرفية تأثيرات تزول بسرعة.

## تطور طرائق التدريس

### التعليم القديم
حوالي عام 3000 قبل الميلاد، مع ظهور الكتابة، أصبح التعليم أكثر وعيًا أو تأملًا ذاتيًا، مع مهن متخصصة مثل الكاتب والفلكي التي تتطلب مهارات ومعرفة معينة. أدت الفلسفة في اليونان القديمة إلى دخول أسئلة حول الطريقة التعليمية إلى الخطاب الوطني.
في عمله الأدبي الجمهورية، وصف أفلاطون نظامًا تعليميًا شعر أنه سيؤدي إلى حالة مثالية. في حواراته، وصف أفلاطون الطريقة السقراطية، وهي شكل من أشكال الاستقصاء والمناقشة يهدف إلى تحفيز التفكير النقدي وتنوير الأفكار.
يشير العديد من المعلقين على العهد الجديد المسيحي إلى منهجية التدريس ليسوع المسيح، الذي "استخدم مجموعة متنوعة من تقنيات التدريس لإثارة تعاليمه على سامعيه". كان من نية العديد من المعلمين منذ أفلاطون، مثل المربي الروماني كينتيليان، الذي عاش بعد يسوع بفترة وجيزة، إيجاد طرق محددة ومثيرة للاهتمام لتشجيع الطلاب على استخدام ذكائهم ومساعدتهم على التعلم.

### التعليم في العصور الوسطى
أراد كومينيوس في بوهيميا أن يتعلم جميع الأطفال. وفي كتابه "العالم في صور"، أنشأ كتابًا مدرسيًا مصورًا للأشياء التي قد يكون الأطفال على دراية بها في الحياة اليومية واستخدمه لتعليم الأطفال. ووصف رابليه كيف تعلم الطالب غارغانتوا عن العالم وما فيه.
وبعد ذلك بكثير، قدم جان جاك روسو في كتابه "إميل" منهجية لتعليم الأطفال عناصر العلوم وغيرها من المواد. وخلال الحروب النابليونية، مكنت منهجية التدريس التي وضعها يوهان هاينريش بستالوتزي من سويسرا أطفال اللاجئين، من فئة يُعتقد أنها غير قابلة للتدريس،[مِمَن؟]
```
من التعلم. ووصف هذا في روايته لتجربة تعليمية في ستانز.
[
بحاجة لمصدر
]
```

### القرن التاسع عشر
كان نظام التعليم البروسي نظامًا للتعليم الإلزامي يعود تاريخه إلى أوائل القرن التاسع عشر. وقد عملت أجزاء من نظام التعليم البروسي كنماذج لأنظمة التعليم في عدد من البلدان الأخرى، بما في ذلك اليابان والولايات المتحدة. يتطلب النموذج البروسي دمج مهارات إدارة الفصل الدراسي في عملية التدريس.
طورت جامعة أكسفورد وجامعة كامبريدج في إنجلترا طريقتهما المميزة في التدريس، نظامًا تعليميًا خاصًا، في القرن التاسع عشر. يتضمن هذا مجموعات صغيرة جدًا، من طالب واحد إلى ثلاثة طلاب، يجتمعون بشكل منتظم مع المعلمين (في الأصل زملاء الكلية، والآن أيضًا طلاب الدكتوراه وما بعد الدكتوراه) لمناقشة ومناظرة العمل المعد مسبقًا (إما المقالات أو المشكلات). هذه هي طريقة التدريس المركزية لهذه الجامعات في كل من المواد الفنية والعلمية، وقد قورنت بالطريقة السقراطية.

### التعليم التجريبي

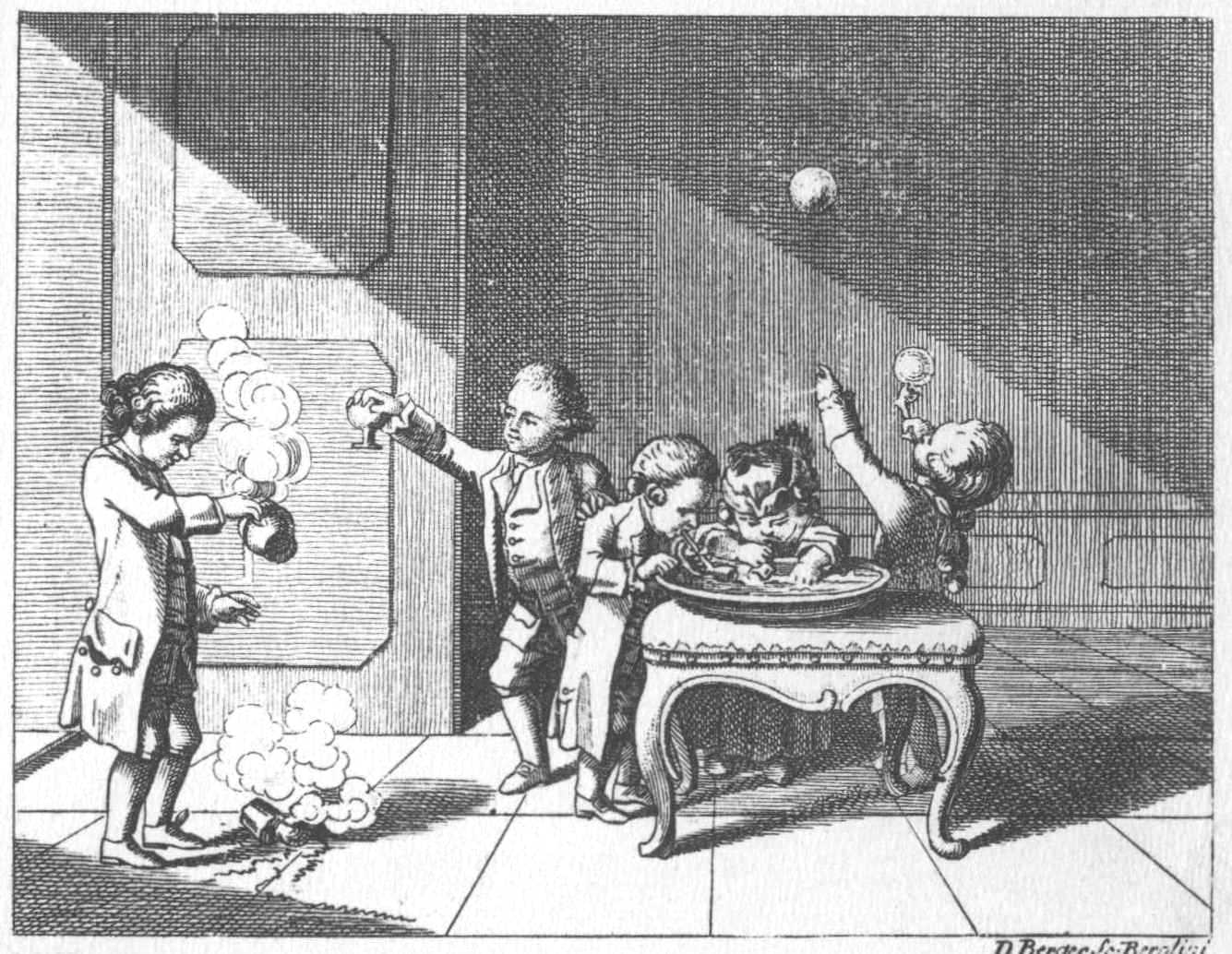
تجارب الأطفال (دانيال تشودويكي ويوهان بي بايدو).

التعليم التجريبي هو اتجاه تربوي ظهر في نهاية القرن التاسع عشر وبداية القرن العشرين، وكانت مهمته إدخال المنهج التجريبي في دراسة عملية التدريس، بالإضافة إلى الملاحظة. يستخدم هذا المجال من الدراسة الأساليب العلمية للتحقيق في التدريس والتعلم، بهدف تحسين الممارسات التعليمية من خلال اختبار الأساليب المختلفة وقياس فعاليتها.
يعود الفضل الرئيسي في تكوين التعليم التجريبي كتوجه خاص وتطوير أسسها النظرية إلى اثنين من التربويين الألمان، إرنست مومان وويلهلم أوغست لاي، الذين يعتبرون أيضًا مؤسسي التعليم التجريبي. هناك أيضًا ألفريد بينيه وتيودور سيمون في فرنسا، وجوزيف ماير رايس، وإدوارد لي ثورندايك وغرانفيل ستانلي هال في أمريكا، وإدوارد كلاباريد وروبرت دوترينز في سويسرا، وألكسندر بتروفيتش نيتشايف في روسيا، إلخ.
تتضمن الخصائص الرئيسية للتعليم التجريبي كونها قائمة على الأدلة، ودقيقة في تصميم الدراسة، وموجهة نحو التحسين. يبحث المجال في فعالية طرائق التدريس المختلفة، وتأثير المواد التعليمية، والعوامل المؤثرة على تعلم الطلاب.
يتمتع التعليم التجريبي بإمكانية التأثير بشكل كبير على التعليم من خلال تقديم دعم قائم على الأدلة للممارسات الفعالة. تشمل أمثلة تطبيقها دراسات حول استخدام التكنولوجيا في الفصل الدراسي، وتأثير طرائق التدريس المختلفة على تحفيز الطلاب، وفحص العوامل المؤثرة على تحصيل الطلاب.
تشمل أمثلة التعليم التجريبي في العمل التعليمي ما يلي:
- دراسة حول فعالية استخدام التكنولوجيا في الفصل الدراسي، ومقارنة نتائج التعلم للطلاب الذين يستخدمون الأجهزة اللوحية مع أولئك الذين لا يستخدمونها.
- دراسة حول تأثير طرائق التدريس المختلفة على تحفيز الطلاب، ومقارنة مستويات التحفيز في الفصول الدراسية باستخدام مناهج مختلفة.
- دراسة حول العوامل المؤثرة على تحصيل الطلاب، وفحص عوامل مثل الخلفية للطالب، ودخل الأسرة، والوصول إلى الموارد.[26][27]

### القرن العشرين
قد تتضمن طرائق التدريس الحديثة التلفاز والراديو والإنترنت والوسائط المتعددة وغيرها من الأجهزة الحديثة. يعتقد بعض المعلمين[من؟] أن استخدام التكنولوجيا، على الرغم من تسهيل التعلم إلى حد ما، لا يعد بديلًا عن الأساليب التعليمية التي تشجع التفكير النقدي والرغبة في التعلم. التعلم الاستقصائي هو طريقة تدريس حديثة أخرى. تعد الأنشطة العملية من طرائق التدريس الشائعة التي يستخدمها العديد من المعلمين. الأنشطة العملية هي أنشطة تتطلب الحركة والتحدث والاستماع.